# Tatjana Alexandrowna Krjukowa
Tatjana Alexandrowna Krjukowa (russisch Татьяна Александровна Крюкова; * 30. Dezember 1904jul. / 12. Januar 1905greg. in Minussinsk; † 14. April 1978 in Leningrad) war eine sowjetische Ethnographin und Hochschullehrerin.

## Leben
Krjukowas Vater Alexander Iwanowitsch Krjukow war Forstspezialist und arbeitete in Sibirien, in Kosmodemjansk in der Republik der Mari und schließlich in Leningrad. Ihr Großvater Innokenti Fjodorowitsch Klimin war als Moskauer Student wegen Kontakts zum Sozialrevolutionär Sergei Gennadijewitsch Netschajew verhaftet und in der St. Petersburger Peter-und-Paul-Festung gefangen gehalten worden. Krjukowa besuchte in Kosmodemjansk die Mittelschule II. Klasse mit Abschluss 1921.
Krjukowa begann 1922 das Studium an der Universität Leningrad (LGU) in der Abteilung für Sprache und Literatur in der Fakultät für Gesellschaftswissenschaften und beschäftigte sich mit den Werken Alexander Puschkins und Fjodor Dostojewskis. 1925 schloss sie das Studium ab als Ethnologin und Linguistin für Slawisch und Russisch. Anschließend absolvierte sie ein einjähriges Praktikum für slawische Philologie an der Prager Karls-Universität.
1929 begann Krukowa im Mari-Heimatmuseum in Kosmodemjansk zu arbeiten. 1932 wurde sie wissenschaftliche Mitarbeiterin des Leningrader Staatlichen Museums für Ethnographie, das zum Russischen Museum gehörte. Sie bearbeitete die Sammlungen zur Ethnographie der Völker der Wolga-Region, die sich in der russischen und der zentralasiatischen Abteilung befanden. In den Jahren 1934 und 1935 führte sie ihre ersten Expeditionen in der Autonomen Oblast der Komi durch. Ihr Ziel war, die schon verschwindenden Elemente der Alltagskultur der Komi zu bewahren. Die von Krjukowa betreuten Sammlungen wurden 1938 in der neuen Abteilung der Ethnographie der Völker der Wolga-Region und des Ural-Gebiets vereinigt, deren Leiter Krukowas Ehemann G. A. Nikitin war, während Krjukowa Senior-Mitarbeiterin dieser Abteilung wurde. Nikitin und Krjukowa führten gemeinsam Expeditionen in der Republik der Mari und in der Republik der Tschuwaschen durch.
Im Deutsch-Sowjetischen Krieg lebte Krjukowa mit ihrer Familie in der ersten Zeit der Leningrader Blockade in Leningrad. Sie lebte im Museum und arbeitete dort zur Bewahrung und Verteidigung der Schätze des Museums. Ihr Mann starb 1942, und sie wurde evakuiert. 1944 kehrte sie nach Leningrad zurück und nahm als führende Mitarbeiterin die Arbeit in der Abteilung für die Völker der Wolga-Region wieder auf, deren Leiterin sie 1948 wurde. Daneben lehrte sie allgemeine Ethnographie am Leningrader Herzen-Institut für Pädagogik und an der LGU.
1958–1972 war Krukowa außerplanmäßige wissenschaftliche Senior-Mitarbeiterin des Forschungsinstituts für Sprache, Literatur, Geschichte und Ökonomie beim Ministerrat der Tschuwaschischen Autonomen Sozialistischen Sowjetrepublik (ASSR) im Sektor Geschichte. 1971 wurde sie auf der Grundlage ihrer veröffentlichten Arbeiten ohne Verteidigung einer Dissertation zur Kandidatin der Geschichtswissenschaften promoviert.

## Ehrungen, Preise
- Medaille „Für die Verteidigung Leningrads“
- Medaille „Für heldenmütige Arbeit im Großen Vaterländischen Krieg 1941–1945“
- Verdiente Kulturschaffende der Tschuwaschischen ASSR
- Verdiente Kulturschaffende der Autonomen Sozialistischen Sowjetrepublik der Mari
- Staatspreis der Udmurtischen ASSR